# Huyện Kunigami, Okinawa
Kunigami (国頭郡 Kunigami-gun, tiếng Okinawa: Kunjan) là một huyện thuộc tỉnh Okinawa, Nhật Bản. 

## Các thị trấn và làng
- Ginoza
- Higashi
- Ie
- Kin
- Kunigami
- Motobu
- Nakijin
- Onna
- Ōgimi